# Phrynosoma douglasii
Espèce
Synonymes
- Agama douglassii Bell, 1828
- Phrynosoma douglassii (Bell, 1828)

Statut de conservation UICN

 LC  : Préoccupation mineure
Phrynosoma douglasii est une espèce de sauriens de la famille des Phrynosomatidae. 

## Répartition

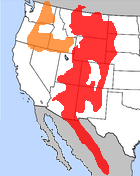
Distribution de Phrynosoma douglasii en orange

Cette espèce se rencontre, :
- au Canada dans le Sud de la Colombie-Britannique ;
- aux États-Unis au Washington, en Oregon, dans le Nord de la Californie, dans le Nord du Nevada, dans le Nord-Ouest de l'Utah, en Idaho, dans l'Ouest du Wyoming et dans l'Ouest du Montana.

## Description

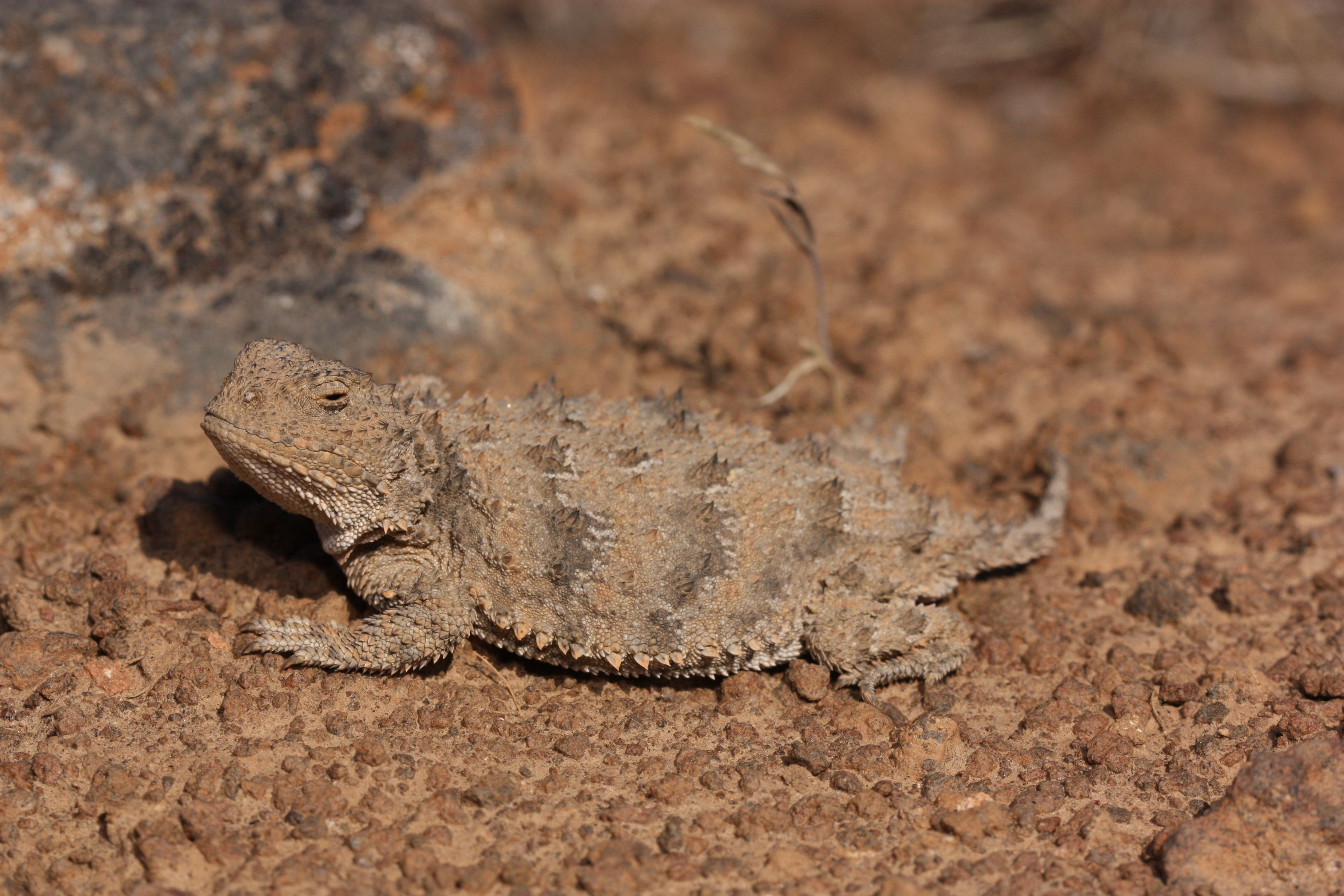
Phrynosoma douglasii

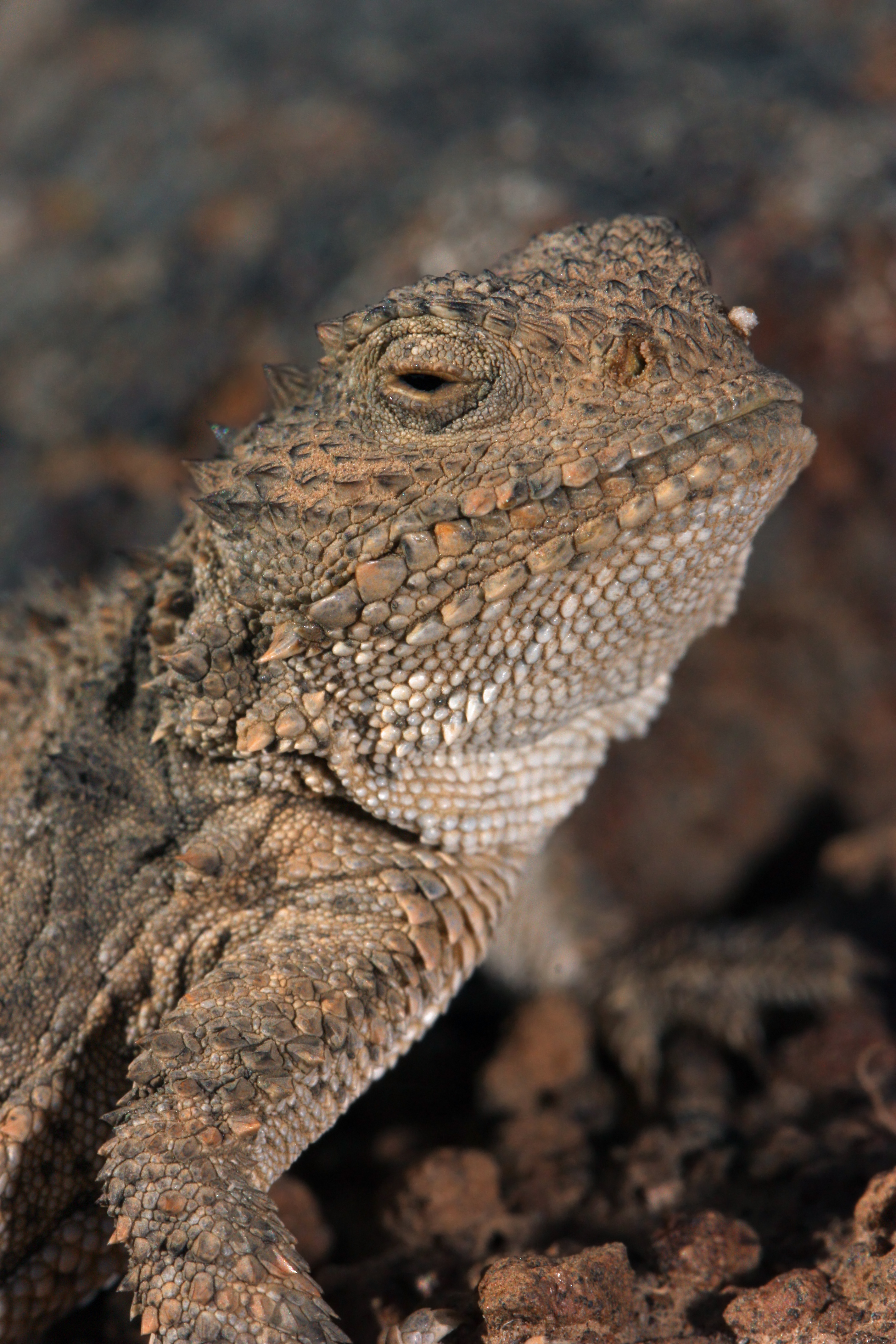
Phrynosoma douglasii

C'est un lézard terrestre et vivipare vivant dans des zones montagneuses. Il mesure, en général, moins de 6 cm et a une durée de vie d'environ 5 ans dans son milieu naturel.

## Taxinomie
Phrynosoma douglasii hernandesi a été élevé au rang d'espèce par Zamudio, Jones & Ward en 1997. Phrynosoma douglasii brachycercum est considérée comme une sous-espèce de Phrynosoma ornatissimum.

## Étymologie
Cette espèce est nommée en l'honneur de David Douglas.

## Publications originales
- Bell, 1828 : Description of a new species of Agama, brought from the Columbia River by Mr. Douglass. Transactions of the Linnean Society of London, vol. 16, p. 105-107 (texte intégral).
- Smith, 1942 : Mexican herpetological miscellany. Proceedings of the United States National Museum, vol. 92, p. 349-395 (texte intégral).